# Rastrineobola argentea
Rastrineobola argentea is een straalvinnige vis uit de familie van karpers (Cyprinidae) en behoort derhalve tot de orde van karperachtigen (Cypriniformes). De vis kan een lengte bereiken van 9 centimeter.
De wetenschappelijke naam werd voor het eerst geldig gepubliceerd door Jacques Pellegrin in 1904. De soort was verzameld door Charles Alluaud in de golf van Winam (toen nog bekend als de baai van Kavirondo), in het noordoosten van het Victoriameer.

## Leefomgeving
Rastrineobola argentea is een zoetwatervis. De vis prefereert een tropisch klimaat. Het verspreidingsgebied beperkt zich tot Afrika. De diepteverspreiding is 0 tot 50 meter onder het wateroppervlak.

## Relatie tot de mens
Rastrineobola argentea is voor de visserij van groot commercieel belang. In de hengelsport wordt er weinig op de vis gejaagd.